# Battenans-les-Mines
Battenans-les-Mines è un comune francese di 59 abitanti situato nel dipartimento del Doubs nella regione della Borgogna-Franca Contea.

## Società

### Evoluzione demografica
Abitanti censiti